# Колчинский, Владимир Ефимович
Владимир Ефимович Колчинский — советский учёный, доктор технических наук, профессор, лауреат Государственной премии СССР.
Родился 07.11.1918 в Киеве.
Окончил Киевский политехнический институт.
С июля 1941 года — в РККА, инженер-капитан, начальник радиостанции, командир радиороты, радиоинженер штаба Армии, помощник начальника связи дивизии по радио (238 сд 70 ск 49 А 2 БелФ|49 А; 96 опс 50 А ЗапФ|164 обс; 238 сд 49 А|238 сд 121 ск). Награждён орденами Красной Звезды и Отечественной войны II степени, и медалями «За боевые заслуги», «За взятие Кенигсберга», «За оборону Москвы», «За победу над Германией в Великой Отечественной войне 1941—1945 гг.».
С февраля 1946 года работал в ЦКБ—17 (Московский НИИ приборостроения). С 1948 г. руководил серией работ, которыми были обоснованы принципы создания нового вида бортового оборудования для навигации и управления летательными аппаратами. В том числе был создан доплеровский измеритель скорости и составляющих угла сноса (ДИСС), который по своим характеристикам практически не уступал зарубежным доплеровским станциям.
С 1958 года главный конструктор этого направления, занимался разработкой бортовых измерителей скорости и сноса летательных аппаратов с использованием эффекта Доплера (ДИСС) для самолётов и вертолётов ОКБ Туполева, Ильюшина, Антонова, Миля, Тищенко, Михеева. 
За проведение этих разработок стал лауреатом Государственной премии и награждён орденом Трудового Красного Знамени.
В 1964 году за вклад в укрепление обороноспособности страны награждён орденом Ленина.
В 1970 году получил второй орден Ленина за создание аппаратуры, обеспечившей мягкую посадку автоматических космических аппаратов на Луну (допплеровские радиолокаторы «Планета».
Заслуженный деятель науки и техники Российской Федерации (03.10.1994).
Сочинения:
- Автономные доплеровские устройства и системы навигации летательных аппаратов : научное издание / В. Е. Колчинский, И. А. Мандуровский, М. И. Константиновский; ред. В. Е. Колчинский. — М. : Советское радио, 1975. — 430[2] с. : ил, табл.
- Автономные допплеровские устройства и системы навигации летательных аппаратов [Текст] : производственно-практическое издание / В. Е. Колчинский, И. А. Мандуровский, М. И. Константиновский ; ред. В. Е. Колчинский. - Москва : Сов. радио, 1975. - 167 с. : ил., табл., рис.

Внук — музыкант Александр Зарецкий.